# ジャガー・XJR-8
ジャガー・XJR-8は、1987年世界スポーツプロトタイプカー選手権（WSPC）用にトム・ウォーキンショー・レーシング（TWR）が製作したグループCカーである。通常の1000kmレース用、ル・マン24時間レース用の低ドラッグスペシャルのXJR-8LMの2タイプが存在する。

## 概要
デザインは前作XJR-6同様トニー・サウスゲートが担当した。XJR-6よりもサービス性の向上が図られている。エンジンはXJR-6と同じV型12気筒だが、排気量は6,995ccに拡大された。モノコックはカーボン製で、サスペンションはXJR-6を踏襲。タイア径はフロント17インチ、リアは19インチと大径であることからドライブシャフトには角度が付けられていた。またダンロップと共同開発したコックピットからもモニター可能のタイヤセンサーを装備している。
デビューはWSPC開幕戦ハラマ（スペイン）。このレースでデビューウィン、以降ポルシェ・962C相手に開幕4連勝、万全の状態でル・マン24時間レースに挑んだ。ライバルのポルシェがオクタン価の低いガソリンに続々とリタイアし序盤からレースをリードするもリタイアが相次ぎ結局5位完走に留まった。しかしこの年のWSPCでは全10戦中8勝とシリーズを圧倒してポルシェを下し、初めてチームとドライバー(ラウル・ボーセル)の二冠を獲得した。

## シャシー略歴
- 186　XJR-6からXJR-8LMに改造。シルバー・ストンにテスト参戦後、ル・マンに出場。予選4位、決勝リタイア。(→XJR-9LM)
- 286　XJR-6からXJR-8LMに改造。ル・マンでは予選5位、決勝リタイア。
- 187　ハラマでデビュー、5号車として1987年シーズンを戦う。ハラマでデビューウィン。その後モンツァ、富士で優勝。(→XJR－9)
- 287　ハラマでデビュー、4号車として1987年シーズンを戦う。ヘレス、シルバーストン、ブランズハッチ、ニュルブルクリンクで優勝。(→XJR－9)
- 387　ル・マンでXJR－8LMとしてデビュー。予選3位、決勝5位。スパで優勝。ノンタイトル戦を含めても3レースにしか出場していない。

## XJR-8LM
ル・マン24時間レース用に作られたXJR-8LMは、耐久性を考慮してドライブシャフトに水平に取り付けるためにエンジンを前傾させて搭載。他にカウルの肉厚化、リアタイアスパッツの撤去等。ユーノディエールでの最高速度370km/hを目標として空力性能を向上させ、リヤウイング、ディフューザーが小型化されている。またパーツ交換が短時間で行えるように設計されている。マシン重量はXJR-8の850kgから880kgに増加した。

### 戦績
ポール・リカール他、イギリス国内の各サーキットでテストが行われた後、5月10日、WSPC第4戦シルバーストン1000kmにマーティン・ブランドル/ジョン・ニールセン組により3台目のマシンとして試験参戦し、予選10位、決勝は一時3位まで順位を上げるも165周でリタイアした。
| No. | ドライバー                                | 予選順位 | 決勝順位 | 周回数 | リタイア理由     |
| --- | ----------------------------------------- | -------- | -------- | ------ | ---------------- |
| 6   | マーティン・ブランドル ジョン・ニールセン | 10       | DNF      | 165    | バルブスプリング |

5月17日に行われたル・マンのテストデイには3台が用意された。ドライバーは本戦に出場した7名の内、テストデイと同日開催のF1第3戦・スパに出場したチーバー、ブランドルを除く5名とアルミン・ハーネが参加した。参加車中、4号車が1位、5号車が3位、6号車が5位のタイムを記録しル・マン24時間への準備を終えた。
| No. | ドライバー         | タイム  | 順位 |
| --- | ------------------ | ------- | ---- |
| 4   | ラウル・ボーセル   | 3'24.38 | 1    |
| 5   | ヤン・ラマース     | 3'25.97 | 3    |
| 6   | ジョン・ニールセン | 3'29.01 | 5    |

ル・マン24時間には、テストデイに参加した3台のXJR-8LMが出場、TWRジャガーはドライバー達に一定のペースで走るよう指示し、チーム内での競走も禁止された。
| No. | ドライバー                                       | 予選順位 | 決勝順位 | 周回数 | リタイア理由 |
| --- | ------------------------------------------------ | -------- | -------- | ------ | ------------ |
| 4   | エディ・チーバー ラウル・ボーセル ヤン・ラマース | 3        | 5        | 325    |              |
| 5   | ヤン・ラマース ジョン・ワトソン ウィン・パーシー | 5        | DNF      | 158    | アクシデント |
| 6   | マーティン・ブランドル ジョン・ニールセン        | 4        | DNF      | 231    | エンジン     |